# Hitlerjugend

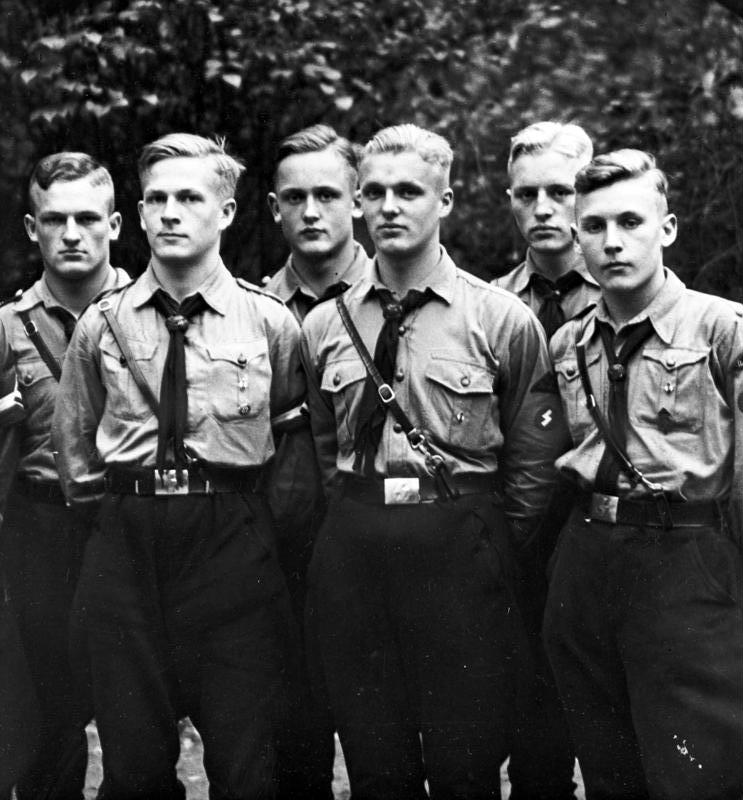
HJ-Jungen în 1933

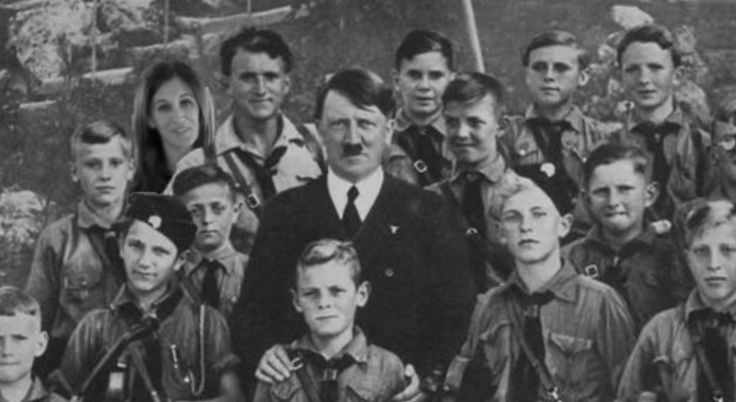
Tineri germani în perioada nazistă

Hitlerjugend citit 'hit.ler.iu.gănd, abreviat HJ și citit [ha iot], este o expresie germană care se traduce „Tineretul hitlerist”. HJ a fost organizația nazistă de tineret a Partidului Muncitoresc German Național-Socialist, NSDAP (partidul nazist). HJ a existat între 1922 și 1945. HJ a avut o factură paramilitară și, ca atare, a fost a doua organizație nazistă ca vechime, fondată la un an după înființarea organizației paramilitare naziste pentru adulți, Sturmabteilung („SA”).
"Tineretul hitlerist vrea să cuprindă atât mulțimea tinerilor, cât și mediul de viață al tineretului german."  Acesta a existat încă de la înființarea Ligii fetelor germane, ramura feminină a Hitlerjugend-ului,  care începând cu iunie 1930 este pentru ambele sexe.
Activitatea de tineret era stabilită de legea adoptată în martie 1939 și aceasta îi viza pe toți băieții cu vârste cuprinse între 14 și 18 ani (pentru băieții între 10 și 14 ani exista o altă organizație de tineret, numită "German Young People") și se exercita de două ori pe săptămână. La baza acestei activități se aflau antrenarea fizică și ideologică; ea cuprindea printre altele îndoctrinarea rasistă, social-darwinistă, plimbări comune respectiv marșuri și exerciții fizice în aer liber. De asemenea, se punea accentul pe viața și realizările lui Hitler, pe patriotismul german și pe militarism, prin realizarea unor activități de tip militar, precum tragerea la țintă.